# Paul Fogelberg
Paul Fogelberg (29 de junio de 1977) es un deportista sueco que compitió en esgrima, especialista en la modalidad de espada. Ganó una medalla de bronce en el Campeonato Europeo de Esgrima de 2004, en la prueba por equipos.

## Palmarés internacional
| Campeonato Europeo | Campeonato Europeo     | Campeonato Europeo | Campeonato Europeo |
| Año                | Lugar                  | Medalla            | Prueba             |
| ------------------ | ---------------------- | ------------------ | ------------------ |
| 2004               | Copenhague (Dinamarca) | Medalla de bronce  | Espada por equipos |